# ان‌اس‌یو تیپ ۱۱۰

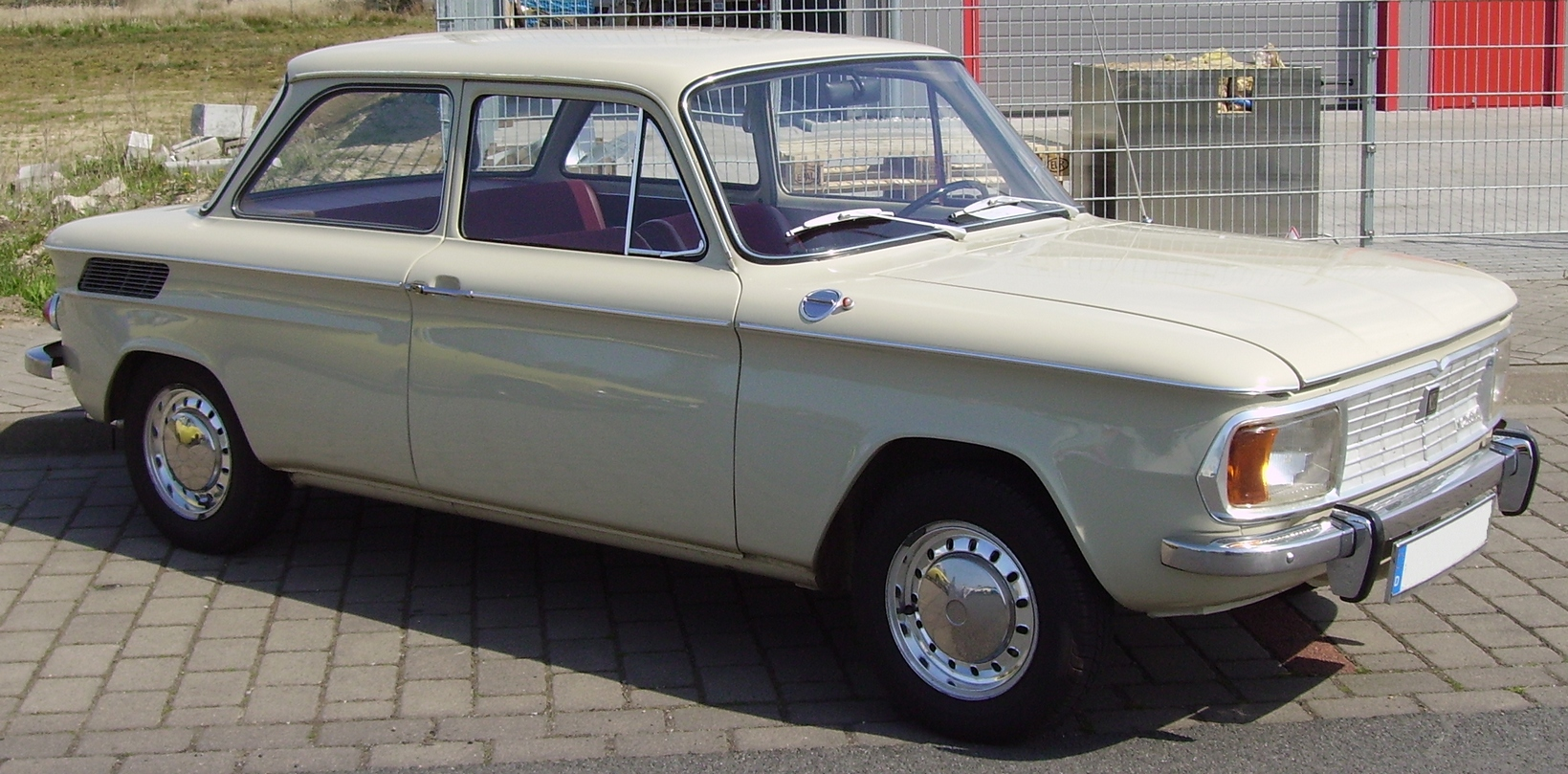

ان‌اس‌یو تیپ ۱۱۰ (NSU Typ ۱۱۰) خودرویی است که در سال‌های ۱۹۶۵ تا ۱۹۷۲تولید شده‌است. 
طراحی آن خودروهای موتور عقب-محور عقب بوده طول آن در حالت طبیعی ۴٬۰۰۰ میلیمتر (۱۶۰ اینچ) و عرض آن در حالت طبیعی ۱٬۴۹۰ میلیمتر (۵۹ اینچ) و ارتفاع آن در حالت طبیعی ۱٬۳۹۰ میلیمتر (۵۵ اینچ) است. سیستم جعبه‌دندهٔ آن ۴ دنده به صورت دستی است.